# Het Maasterras
Het waterschap Het Maasterras was een waterschap in de Nederlandse provincie Limburg. De naam van het waterschap verwijst naar het aardkundig verschijnsel Maasterras.

## Geschiedenis
Op 3 juni 1971 werd het waterschap Het Maasterras opgericht door een besluit van Provinciale Staten. Het waterschap had een oppervlakte van 18.000 hectare met het beheer over waterlopen over een lengte van 300 kilometer en lag in de toenmalige gemeenten Arcen en Velden, Bergen, Gennep en Ottersum en delen van Venlo en Mook en Middelaar. In het waterschap waren echter niet de gronden opgenomen die rechtstreeks op de Maas afwaterden. Bij de oprichting van waterschap Het Maasterras werd het grondgebied van waterschap De Niers met een oppervlakte van ongeveer 138.000 hectare opgenomen (waarvan 135.000 hectare in Duitsland) en werd De Niers opgeheven.
In 1971 werden de funderingswerken geruimd van de Gennepermolen, die een obstakel vormden voor de afvoer van de rivier de Niers.
In 1979 breidde men het grondgebied van het waterschap uit met percelen onder Afferden en Heijen.
Op 1 januari 1980 werd het waterschap De Rijnbeek bij het waterschap Het Maasterras gevoegd.
In 1986 werd het waterschap uitgebreid met gebieden in de toenmalige gemeenten Mook en Middelaar, Venlo, Tegelen, Belfeld en Beesel, samen met percelen langs de Maas. Met deze toevoeging had het waterschap nu een grondgebied van 32.000 hectare in Nederland en 180.000 hectare in Duitsland en het beheer over watergangen met een lengte van in totaal ongeveer 380 kilometer.
In 1994 werd het waterschap samengevoegd met de waterschappen Midden-Limburg en Noord-Limburg om samen het waterschap Peel en Maasvallei te vormen.